# Robert B. Sherman
Robert Bernard Sherman (Nova York, 19 de desembre de 1925 − Londres, 5 de març de 2012) va ser un compositor i lletrista estatunidenc.
A partir de mitjans dels anys 1950 amb el seu germà Richard, formen el duo de compositors i lletristes anomenat Germans Sherman, essencialment conegut per haver treballat amb els estudis Disney sobre músiques de pel·lícules i d'algunes atraccions. Són els que han compost més cançons per a pel·lícules de la història del cinema.

## Biografia
Robert Bernard Sherman va néixer el 19 de desembre de 1925, a Nova York, a immigrants jueves russes, Rosa (Dancis) i Al Sherman. Al Sherman, que era compositor de cançons, va pagar les despeses de l'hospital per la maternitat amb un xec de royalties que els ºva arribar aquell dia per la cançó "Save Your Sorrow". El seu germà i company de cançó, Richard, va néixer el 1928. El pare de Sherman era un conegut cantautor de Tin Pan Alley.
En la seva joventut, Robert estudia i destaca en violí, piano, pintura i poesia. Després de set anys de gira pel país, els Sherman s'instal·len el 1937 a Beverly Hills, Califòrnia. Als setze anys, escriu una obra teatral anomenada Armistice and Dedication Day que li permet aconseguir diversos milers de dòlars en bons de guerra i un reconeixement del Departament de Guerra. El 1943, amb 17 anys, obté un permís dels seus pares per incorporar-se a l'exèrcit.
A començaments d'abril de 1945, entra amb el seu escamot en el camp de concentració de Dachau, i forma part de les primeres tropes aliades a entrar al camp, els alemanys havien marxat algunes hores abans. El 12 d'abril de 1945, és tocat per un tret al genoll la qual cosa el força a caminar amb un bastó per a la resta de la seva vida. És enviat llavors a Anglaterra, a Taunton i Bournemouth, en convalescència, període que seria el començament de la seva fascinació per Anglaterra i la seva cultura.
A la seva tornada als Estats Units, estudia al Bard College en l'Estat de Nova York i en sort diplomada el 1949 de literatura anglesa i de pintura. És durant aquest període l'editor en cap del The Bardian , el diari intern, i n'aprofita per acabar les seves dues primeres novel·les The Best Estate and Music i Candy and Painted Eggs.
El 1953, es casa amb Joyce Sasner, fet que atenua la vida de bohemi que portava des del final de la guerra. La seva primera filla Laura, neix el 1955, seguida el 1957 per Jeffrey el 1960, per Andrea i Robert el 1968. Sherman va morir a Londres el 6 de març del 2012. La seva dona morí 11 anys abans que ell. El 9 de març de 2012 es va celebrar un reconeixement públic i el funeral de Sherman al Hillside Memorial Park and Mortuary, a Culver City.

### Col·laboració amb el seu germà
El 1951, Robert B. i el seu germà Richard M. comencen a escriure cançons. El 1958, Robert funda la seva societat de publicació musical, Music World Corporation que treballarà més tard amb la filial Wonderland Music Company de la Walt Disney Company, afiliada al gestor del dret Broadcast Music Incorporated (BMI).
En els anys 1960, els dos germans van treballar en principi amb la Walt Disney Company sobre la música d'atraccions dels parcs temàtics, emissions de televisions i algunes pel·lícules en la primera versió de The Parent Trap.
Van estar classificats en primera posició en els llistats americans el 1961 amb Let's Get it Together  i You're Sixteen. També es poden citar les cançons de Mary Poppins o del Llibre de la selva, però són sobretot les atraccions dels parcs Disney que els deuen un gran honor amb la cèlebre It's a Small World o l'himne Carousel of Progress.
Van parar la seva col·laboració exclusiva amb Disney a la mort de Walt Disney el 1966 per començar una carrera independent de productor de música. Van participar tanmateix per a Disney en l'escriptura de sis cançons originals per a The Tigger Movie el 2001. En els últims anys, Robert va marxar a Londres i els dos germans van escriure nombroses cançons per als espectacles musicals entre els quals Chitty Chitty Bang Bang i Mary Poppins produïts en col·laboració de Disney i Cameron Mackintosh. Chitty  és l'espectacle de més llarga durada al London Palladium i es va estrenar el 28 d'abril de 2005 a Broadway.
Per les seves contribucions a la indústria del cinema, els germans Sherman han rebut una estrella en el cèlebre Hollywood Walk of Fame al 6918 del Hollywood Boulevard i van ser nominats al Hall of Fame dels compositors el 9 de juny de 2005.

## Composicions

### Músiques de pel·lícules[16]
- The Parent Trap (1961)
- In Search of the Castaways (1962)
- Summer Magic (1963)
- The Sword in the Stone (1963)
- Big Red (1963)
- Mary Poppins (1964)
- That Darn Cat! (1965)
- The Happiest Millionaire (1967)
- Llibre de la selva (The Jungle Book) (1967)
- The One and Only, Genuine, Original Family Band (1968)
- Chitty Chitty Bang Bang (1968)
- Els aristogats (The Aristocats) (1970)
- Bedknobs and Broomsticks (1971)
- Snoopy, Come Home (1972)
- La teranyina de la Carlota (Charlotte's Web) (1973)
- Tom Sawyer (1973)
- Huckleberry Finn  (1974)
- The Slipper and the Rose (1976)
- The Many Adventures of Winnie the Pooh (1977)
- The Magic of Lassie (1978)
- Magic Journeys (1982)
- Winnie the Pooh and a Day For Eeyore (1983)
- Little Nemo: Adventures in Slumberland (1992)
- The Mighty Kong (1998)
- Winnie the Pooh: Seasons of Giving (1999)
- The Tigger Movie (2000)
- Inkas the Ramferinkas (2013, anunciada)

### Musicals teatrals
- Victory Canteen, 1971 (Ivar Theatre, Los Angeles)
- Over Here!, 1974 (Broadway, Nova York)
- Dawgs, 1983 (Variety Arts Center, Los Angeles)
- Busker Alley, 1995 (U.S. Tour)
- Chitty Chitty Bang Bang, 2002 (Londres)
- Mary Poppins, 2004 (Londres)
- On the Record 2004-5 (U.S. Tour)
- Chitty Chitty Bang Bang, 2005 (Broadway, Nova York)
- Chitty Chitty Bang Bang, 2005 (UK Tour)
- Busker Alley, 2006 (Broadway, Nova York - *one night only)
- Mary Poppins, 2006 (Broadway, Nova York)
- Chitty Chitty Bang Bang, 2007 (Singapur)
- Mary Poppins, 2008 (UK Tour)
- Chitty Chitty Bang Bang, 2008 (Second UK Tour)
- Mary Poppins, 2008 (Estocolm)
- Mary Poppins, 2009 (Gira Estats Units)
- Mary Poppins, 2009 (Copenhaguen)
- Mary Poppins, 2009 (Budapest)
- Mary Poppins, 2009 (Shanghai)
- Mary Poppins, 2010 (Austràlia)
- Mary Poppins, 2009 (Sud-àfrica)
- Mary Poppins, 2009 (Amsterdam)
- Mary Poppins, 2009 (Hèlsinki)
- Summer Magic, 2012 (Morristown, Tennessee)
- The Jungle Book, 2013 (Chicago, Illinois)
- The Jungle Book, 2013 (Boston, Massachusetts)
- A Spoonful of Sherman, 2014 (Londres)
- Mary Poppins, 2015 (Vienna, Austria)
- Chitty Chitty Bang Bang, 2015–16 (UK Tour)
- Mary Poppins, 2015–16 (UK Tour)
- A Spoonful of Sherman, 2017 (Londres)
- A Spoonful of Sherman, 2018 (UK/Ireland Tour)
- A Spoonful of Sherman, 2019 (San Jose, CA)
- Mary Poppins, 2019 (Revival de Londres)
- A Spoonful of Sherman, 2019 (Singapur)

### Música d'atraccions
- There's a Great Big Beautiful Tomorrow per Carousel of Progress
- Miracles from Molecules per Adventure Thru Inner Space
- One Little Spark perr Journey Into Imagination
- It's a Small World per l'atracció de la Fira internacional de Nova York 1964-1965
- Magic Highways per Rocket Rods
- Making Memories per Magic Journeys

## Premis i nominacions

### Premis
- 1965: Oscar a la millor banda sonora per Mary Poppins
- 1965: Oscar a la millor cançó original per Mary Poppins amb "Chim Chim Cher-ee"
- 1965: Grammy a la millor banda sonora escrita per pel·lícula o televisió per Mary Poppins
- 1965: Grammy a la millor gravació infantil per Mary Poppins
- 1975: Grammy a la millor gravació infantil per Winnie the Pooh and Tigger Too

### Nominacions
- 1965: Globus d'Or a la millor banda sonora per Mary Poppins
- 1966: Grammy a la millor gravació infantil per Winnie the Pooh and the Honey Tree
- 1968: Grammy a la millor gravació infantil per Llibre de la selva
- 1969: Oscar a la millor cançó original per Chitty Chitty Bang Bang amb "Chitty Chitty Bang Bang"
- 1969: Globus d'Or a la millor banda sonora per Chitty Chitty Bang Bang
- 1969: Globus d'Or a la millor cançó original per Chitty Chitty Bang Bang amb "Chitty Chitty Bang Bang"
- 1970: Grammy a la millor gravació infantil per Chitty Chitty Bang Bang
- 1971: Grammy a la millor gravació infantil per The AristoCats
- 1972: Oscar a la millor banda sonora per Bedknobs and Broomsticks
- 1972: Oscar a la millor cançó original per Bedknobs and Broomsticks amb "The Age of Not Believing"
- 1973: Grammy a la millor gravació infantil per Snoopy Come Home
- 1974: Oscar a la millor banda sonora per Tom Sawyer
- 1974: Globus d'Or a la millor banda sonora per Tom Sawyer
- 1977: Globus d'Or a la millor banda sonora per The Slipper and the Rose: The Story of Cinderella
- 1977: BAFTA a la millor música per The Slipper and the Rose: The Story of Cinderella
- 1978: Oscar a la millor banda sonora per The Slipper and the Rose: The Story of Cinderella
- 1978: Oscar a la millor cançó original per The Slipper and the Rose: The Story of Cinderella amb "The Slipper and the Rose Waltz (He Danced with Me/She Danced with Me)"
- 1979: Oscar a la millor cançó original per The Magic of Lassie amb "When You're Loved"